# 동래구 을 (1988년 선거구)
동래구 을은 대한민국의 옛 국회의원 선거구이다. 당시 부산광역시 동래구의 일부 지역을 관할했다.

## 역사
제13대 국회의원 선거를 앞두고 동래구 선거구가 갑, 을로 분구되면서 신설되었다. 당시 연산동과 거제동을 관할했다.
1995년 3월, 동래구 을에 해당하는 연산동과 거제동 지역에 연제구가 신설되었다. 이에 제15대 국회의원 선거를 앞두고 연제구 선거구로 개편되면서 폐지되었다.

## 역대 국회의원
| 선거   | 정당 | 정당       | 의원   |
| ------ | ---- | ---------- | ------ |
| 1988년 |      | 통일민주당 | 최형우 |
| 1992년 |      | 민주자유당 | 최형우 |

## 역대 선거 결과

### 대한민국 제13대 국회의원 선거
|  | 59.24% |

|  | 21.77% |

|  | 12.77% |

|  | 3.34% |

|  | 1.65% |

|  | 1.21% |

### 대한민국 제14대 국회의원 선거
|  | 55.04% |

|  | 29.00% |

|  | 15.95% |